# TCR Asia Series
La TCR Asia Series es un campeonato de automovilismo disputado bajo la homologación TCR, que se lleva a cabo en varios países de Asia.
El campeonato fue anunciado el 14 de agosto de 2014 y se estrenó en 2015, junto a la TCR International Series y otros campeonatos de esta nueva homologación. Esa primera temporada contó con ocho carreras en cuatro fechas, en Malasia, Singapur, Tailandia y Macao. En 2015 se visitó dos nuevos países: China y Corea del Sur.
La temporada 2020 iba a iniciar en abril pero no se realizó por la pandemia de COVID-19.

## Campeones
| Año     | Campeón de Pilotos                              | Campeón de Equipos                              |                                                 |
| ------- | ----------------------------------------------- | ----------------------------------------------- | ----------------------------------------------- |
| 2015    | Michael Choi                                    | Asia Racing Team                                |                                                 |
| 2016    | Andy Yan                                        | Liqui Moly Team Engstler                        |                                                 |
| 2017    | Kantadhee Kusiri                                | Liqui Moly Team Engstler                        |                                                 |
| 2018    | Luca Engstler                                   | Liqui Moly Team Engstler                        |                                                 |
| 2019    | Luca Engstler                                   | Liqui Moly Team Engstler                        |                                                 |
| 2020    | Temporada cancelada por la pandemia de COVID-19 | Temporada cancelada por la pandemia de COVID-19 | Temporada cancelada por la pandemia de COVID-19 |
| 2021    | Jason Zhang                                     | Shell Teamwork Lynk & Co Racing                 |                                                 |
| 2022    | David Zhu                                       | Shell Teamwork Lynk & Co Racing                 |                                                 |
| 2023    | Disputándose                                    | Disputándose                                    | Disputándose                                    |
| Fuente: |                                                 |                                                 |                                                 |